# Lubuk Napal (Pauh)
Lubuk Napal is een bestuurslaag in het regentschap Sarolangun van de provincie Jambi, Indonesië. Lubuk Napal telt 1245 inwoners (volkstelling 2010).